# Blum (Teksas)
Blum – miasto w Stanach Zjednoczonych, w stanie Teksas, w hrabstwie Hill.